# Općina Trnovska vas
Općina Trnovska vas (slo.:Občina Trnovska vas) je općina u sjeveroistočnoj Sloveniji u pokrajini Štajerskoj i statističkoj regiji Podravskoj. Središte općine je naselje Trnovska vas s 312 stanovnika. 

## Zemljopis
Općina Trnovska vas nalazi se u sjevernoistočnom dijelu Slovenije. Općine se prostire na području središnjih Slovenskih Gorica, brdskom kraju poznatom po vinogradarstvu i vinarstvu.
U općini vlada umjereno kontinentalna klima. Najznačajniji vodotok u općini je rječica Pesnica, pritok Drave. Svi ostali vodotoci su mali i pritoke su ove rječice.

## Naselja u općini
Biš, Bišečki Vrh, Črmlja, Ločič, Sovjak, Trnovska vas, Trnovski Vrh

## Vanjske poveznice
- Službena stranica općine